# Assedio di Pavia (settembre 1528)
L’assedio di Pavia del settembre del 1528 fu un episodio militare della guerra della Lega di Cognac.

## Antefatti
Dopo l’assedio del maggio del 1528, Antonio de Leyva nominò il milanese Galeazzo Birago governatore di Pavia (coadiuvato dal pavese Pietro Bottigella e dallo spagnolo Aponte), affidandogli una guarnigione di circa 2 400 fanti, un quarto dei quali erano lanzichenecchi, mentre gli altri erano spagnoli e italiani e 200 cavalieri. Tuttavia la pace durò molto poco, già nel mese di luglio un grosso esercito francese, guidato da Francesco di Borbone-Vendôme, duca di Saint-Pol, discese in Italia e si unì agli alleati veneziani e sforzeschi, comandati dal duca di Urbino Francesco Maria I delle Rovere. Le forze dei coalizzati, che ammontavano a circa 400 cavalieri pesanti, 1 000 leggeri e circa 6 000 fanti, puntarono inizialmente contro Milano, tuttavia appena giunsero a Locate di Triulzi deviarono verso Pavia: sia il duca di Saint-Pol sia Francesco Maria I della Rovere, saputo che la guarnigione che difendeva la città non era molto forte, decisero di tentare la conquista di Pavia prima di dirigere i loro sforzi contro Milano. Verosimilmente temevano che se avessero prima assediato Milano, la guarnigione di Pavia, data la vicinanza delle due città, avrebbe potuto intervenirerappresentato una spina nel fianco.

## L'assedio
Il 13 settembre l’esercito dei coalizzati giunse a Pavia, essi, che disponevano di circa 14 cannoni pesanti e 24 leggeri, disposero le batterie contro le difese sud-orientali della città, mentre tre bocche da fuoco furono poste sulla riva destra del Ticino. Nei giorni successivi i franco-veneziani bombardarono incessantemente le fortificazioni di Pavia, provvedendo anche, grazie al lavoro di numerosi guastatori, a prosciugare il fossato che difendeva la città. Quando le mura del tratto sud-orientale furono collassate (e il fossato ormai in secca), lanciarono un attacco, era il 19 settembre, contro di esse. La prima schiera, formata da veneziani, era comandata da Antonio da Castello ed era formata da fanti e 300 cavalieri pesanti e molti leggeri smontati, la seconda, al comando di Jacques de Montgommery, signore di Lorges, era composta di francesi, mentre la terza, guidata da Annibale Piccinardo, era sforzesca. Il combattimento (a cui partecipò direttamente anche Francesco Maria I della Rovere) fu molto violento e durò alcune ore, le forze imperiali, e in particolare i lanzichenecchi, si ritirano combattendo strada per strada, provocando numerose perdite agli attaccanti (solo i veneziani contarono circa 50 morti e altrettanti feriti), ma subendo anche la perdita di circa 700 uomini. Mentre le forze dei coalizzati cominciavano il saccheggio della città, Galeazzo Birago, Pietro Bottigella, ferito, e l’Aponte riuscirono a far giungere nel castello Visconteo le rimanenti forze imperiali (circa 80 fanti italiani, 60 spagnoli e 10 lanzichenecchi) che si arresero, dietro la promessa di aver salva la vita, il 21 settembre. Presa la città, Pavia fu riconsegnata a Francesco II Sforza.